# FC Zwarte Leeuw Vilvoorde
Ne pas confondre avec le K Vilvoorde FC, autre club de la ville de Vilvorde, porteur du matricule 49, et ayant cessé ses activités en 2011.
Ne pas confondre avec le KFC Zwarte Leeuw, un club basé à Rijkevorsel, porteur du matricule 1124, et ayant évolué en Division 2.
Dernière mise à jour : 7 juin 2011.
Le Football Club Zwarte Leeuw Vilvoorde est créé en 1923. Trois ans plus tard, il reçoit le matricule 306. Il rejoint les séries nationales lors de la saison 1927-1928, et se maintient six saisons en Promotion. De retour dans les séries régionales en 1933, il rejoue encore une saison en Promotion, en 1936-1937, puis quitte définitivement les nationales. Le 30 juin 1947, le club se met en inactivité. Il est ensuite dissous le 26 janvier 1948 et son matricule est radié par la Fédération

## Résultats sportifs
Statistiques clôturées - Club disparu

### Bilan en séries nationales
| Niv | Divisions    | Jouées | Titres | TM Up | TM Down |
| --- | ------------ | ------ | ------ | ----- | ------- |
| I   | 1e nationale | 0      | 0      |       |         |
| II  | 2e nationale | 0      | 0      |       |         |
| III | 3e nationale | 7      | 0      |       |         |
| IV  | 4e nationale | 0      | 0      |       |         |
|     |              |        |        |       |         |
|     | TOTAUX       | 7      | 2      |       |         |

- TM Up= test-match pour départager des égalités, ou toutes formes de Barrages ou de Tour final pour une montée éventuelle.
- TM Down= test-match pour départager des égalités, ou toutes formes de Barrages ou de Tour final pour le maintien.

### Classements saison par saison
| Ordre | Saison   | Nom du club               | Niveau                     | Classement final | Remarques         |
| ----- | -------- | ------------------------- | -------------------------- | ---------------- | ----------------- |
| 1     | 1927-28  | FC Zwarte Leeuw Vilvoorde | Promotion (D3) série B     | 8e/14            |                   |
| 2     | 1928-29  | FC Zwarte Leeuw Vilvoorde | Promotion (D3) série B     | 11e/14           |                   |
| 3     | 1929-30  | FC Zwarte Leeuw Vilvoorde | Promotion (D3) série B     | 11e/14           |                   |
| 4     | 19630-31 | FC Zwarte Leeuw Vilvoorde | Promotion (D3) série A     | 11e/14           |                   |
| 5     | 1931-32  | FC Zwarte Leeuw Vilvoorde | Promotion (D3) série C     | 10e/14           |                   |
| 6     | 1932-33  | FC Zwarte Leeuw Vilvoorde | Promotion (D3) série B     | 13e/14           |                   |
|       |          |                           |                            |                  | séries régionales |
| 7     | 1936-37  | FC Zwarte Leeuw Vilvoorde | Promotion (D3) série C     | 14e/14           |                   |
|       |          |                           |                            |                  | séries régionales |
|       | 1947     | Arrêt des activités       |                            |                  |                   |
|       | 1948     | Dissolution               | Le matricule 306 disparaît |                  |                   |